# 數值進位
Isopsephy（源自希臘文，意譯「相等鵝卵石」）意思是「把數值相加而湊成一個數字」，是進制的核心概念。早期希臘人把鵝卵石排成樣式以學習數學的算術和幾何學。鵝卵石的拉丁文「calculus」是英文「calculate」（計算）以及其他西方語言中類似詞彙的來源。
數值進位和 Gematria（用數字作為密件的字母代碼，源於希伯來）的關係頗親密。其他地方亦有效法，阿拉伯文的版本參見 Abjad numerals。Gematria 的拉丁文版亦流行於中世紀至文藝復興的歐洲，它的遺產餘下在當今的數字命理學（numerology）和共濟會密碼（英語：masonic cipher）。